# Apostolska dela
Apostolska dela so peta knjiga Nove zaveze, ki govori o nastanku Cerkve na binkošti in njenem širjenju po Rimskem cesarstvu in svetu. Poroča o delovanju apostolov in tistih, ki so se jim pridružili, ter se zaključi s Pavlovim jetništvom v Rimu. Knjiga je bila verjetno napisana okoli leta 80 ali 90 po Kristusu.
Avtorstvo Apostolskih del je soglasno pripisano evangelistu Luki. O povezanosti z njegovim evangelijem pričujeta posvetili, vsebinsko nadaljevanje in jezik, ki knjigama daje enotno literarno podobo.

## Vsebina
Apostolska dela se začnejo s posvetilom Teofilu in obsežnim poročilom o Jezusovem vnebohodu. Nato opisujejo nastanek Cerkve v Jeruzalemu na binkošti s prihodom Svetega Duha. Knjiga se nadaljuje z opisom duhovnega življenja prvih kristjanov okoli Petra in širjenja v svet. Prikazuje preganjanje, ogroženost in mučeništvo, ki pa je Cerkev ob znamenitih govorih le še bolj razširilo in utrdilo.
Po spreobrnitvi v ospredje pripovedi stopi Pavel in njegova misijonska potovanja, ki ga ob vračanju v Jeruzalem vodijo v Malo Azijo, Makedonijo in Grčijo in Efez. Kot jetnika ga odpeljejo v Rim, kjer se knjiga konča.
Glavni namen Apostolskih del je prikazati duhovno moč in univerzalnost krščanstva, hkrati pa podobo življenja prvih krščanskih skupnosti, ki jo vodi in usmerja Sveti Duh.